# Maniac Dance
Maniac Dance е сингъл на финландската група „Стратовариус“, издаден през 2005 г. от Sanctuary Records. Към песента Maniac Dance има заснет видеоклип.

## Състав
- Тимо Котипелто – вокали
- Тимо Толки – китара
- Лаури Порра – бас китара
- Йенс Юхансон – клавишни
- Йорг Михаел – ударни